# 北守将軍と三人兄弟の医者

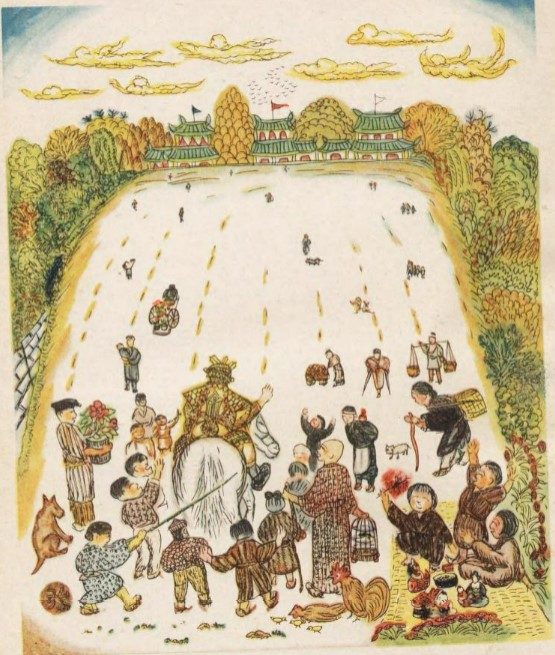
横井弘三画「北守将軍と三人兄弟の医者」挿絵（1941年）

「北守将軍と三人兄弟の医者」（ほくしゅしょうぐんとさんにんきょうだいのいしゃ）は宮沢賢治の短編小説（童話）。数少ない宮沢賢治の生前発表作品である。佐藤一英編集の季刊誌「児童文学」の創刊号（1931年7月）において発表された。この前の形の作品として「三人兄弟の医者と北守将軍」がある。賢治はこれに10年ほど改稿を重ねこの本篇を完成させた。また作中で兵隊の歌う軍歌は、『唐詩選』巻六の盧綸「和張僕射塞下曲」および同巻七の張仲素「塞下曲二」の前半部を踏まえている。

## あらすじ
一、三人兄弟の医者
むかしラユーという町に兄弟三人の医者がいた。長男リンパーは普通の人の医者、二男リンプーは馬や羊の医者（獣医）、三男リンポーは樹医(木の管理)であり、青い瓦の病院を三つ並べて建てて診療していた。
二、北守将軍ソンバーユー
30年間にわたって砂漠地帯で戦っていた北守将軍のソンバーユーは軍勢を率いてラユーに帰還する。しかし、あまりに長く乗馬して任に就いていたため、鞍から体が離れなくなっており、王から迎えの使者が来たときに下馬することができなかった。使者はこれを謀反の印と受け取り、引き上げてしまう。将軍は事態を解決するために医者を捜すことになった。
三、リンパー先生
町人に教えられてリンパーのもとに将軍が訪れる。リンパーが将軍に問診で簡単な計算問題を出すと将軍は10%少ない値を答えた。リンパーは薬液で将軍を洗ってきれいにし、再度計算問題を出すと正しい答を返すようになった。将軍は鞍から降りることができたが、馬と鞍を離してもらうべく、隣のリンプーの家に向かった。
四、馬医リンプー先生
リンプーは将軍の馬に塗り薬と飲み薬を与えた。鞍は馬からはずれ、馬も見違えるように元気になった。
五、リンポー先生
リンポーの家で将軍は顔から生えていた植物（灰色の毛）を取り除いてもらう。
六、北守将軍仙人となる
将軍はお城で王に謁見した。王は引き続き軍務に就くことを求めたが、将軍は暇乞いをした。王が代わりとなる大将を5人挙げるよう促すと、4人の大将の名前を挙げ、残る1人の代わりに三人兄弟を国の医者とすることを望み、王もそれを許した。将軍は故郷の村に帰ったが、そのうち食べ物を口にしなくなり、やがて人前から姿を消した。人々は将軍は仙人になったのだろうと噂し、それをまつる祠を作った。しかしリンパーは将軍が雲だけ食べられるはずがない、どこかに骨があるはずだと会う人ごとに話し、そうだと思った人も多かった。

## 作品の特徴など
賢治は西域を舞台とした童話を複数残した（他に「雁の童子」など）が、その中で本作だけが生前に発表された。賢治は実際に西域を訪れたことはなかったものの、上記の『唐詩選』の翻案にも見られるように、それなりの知識に基づいた上で想像をふくらませてこれらの作品を描いた（ほかに大谷探検隊に関する報道などが影響として推測されている）。
現存する最初の形態（「三人兄弟の医者と北守将軍」の最初の形）ではごく普通の散文体で文章が書かれている。10年にわたる改稿の中で韻文体を経て、現在見られるリズムを伴った散文体の作品を完成させた。
本作が『児童文学』に掲載されたのは、宮城県出身の詩人で賢治と親交のあった石川善助が佐藤一英に賢治の童話を推挽したことがきっかけになったといわれている。このあと賢治は『児童文学』の第2号に「グスコーブドリの伝記」を発表、さらに第3号に「風の又三郎」を掲載する意向であったが雑誌が休刊となり実現しなかった。
なお、作中の詩が『唐詩選』の翻案であることは、裁判官で文芸評論の分野でも活躍した倉田卓次が戦後の早い段階で指摘していたが、広く知られるようになったのは1980年代になってからである。
「四　馬医リンプー先生」において、患部である「馬のはうきのやうな尻尾」をとるのは通常の版で「バーユ―将軍」となっているが、新潮文庫版では、最終手入れの原稿に「するとリンポー先生は」とあるのを参照し「リンプー先生は」となっている。なお、本作の初期形である『三人兄弟の医者と北守将軍』では、「将軍(「プラン・ペラポラン」とされるが異綴が多数ある)」は「兵隊や人民の衛生や外科に尽くし」たという台詞があり、「草木」の医師であるペンクラアネイによって自身の顔についた「猿をがせのやうなもの」を、落とす治療を受けた後、同様のものが付いた部下の兵士（この段階の原稿では99万人であった）へ、その治療法を指示する描写がある。